# CNC TV
CNC World ist ein chinesischer Fernsehsender mit Schwerpunkt auf Nachrichten, dessen Programm von der Nachrichtenagentur Xinhua produziert wird. Sitz des Senders ist Peking, Volksrepublik China. Die Abkürzung CNC steht für China Xinhua News Network Corporation. Der Sender startete 2010 mit dem Sendebetrieb. Angeboten wird neben einem Programm in chinesischer Sprache auch ein Programm in englischer Sprache, welches 24 Stunden am Tag sendet. Das englischsprachige Programm wird auch über das SES-Astra-Satellitensystem verbreitet und ist in Europa vor allem in Großbritannien, Irland sowie den Beneluxstaaten und angrenzenden Teilen Deutschlands empfangbar.